# 乌韦·约翰森

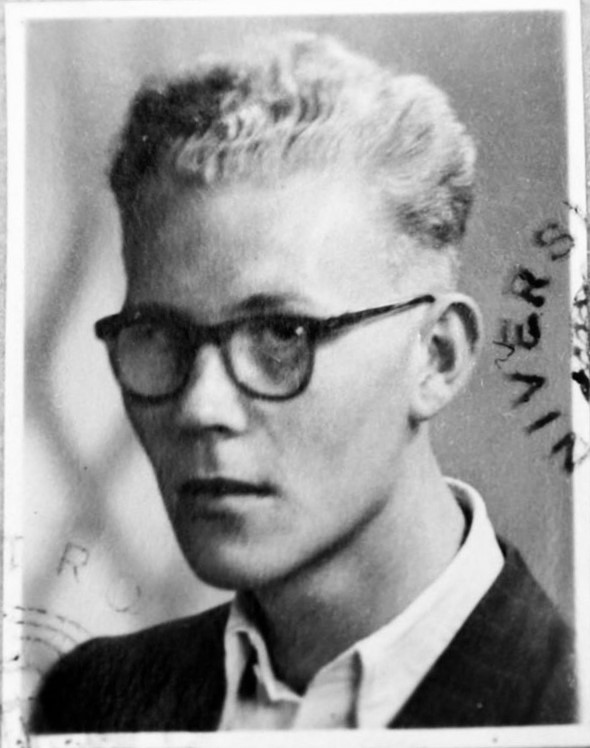
乌韦·约翰森

乌韦·约翰森（1934年7月20日 - 1984年2月22日）是德国作家、编辑和学者。  20世纪50年代，由於反對社會主義現實主義並与东德当局不和，他被東德當局视为异见人士 。1959 年，乌韦·约翰森移居西柏林。乌韦·约翰森反对德国分裂。他的作品主要关注东德和西德的社会并探讨两者之间的关系。 